# Jan Bruylants sr.
Jean (Jan) Philippe Leopold Bruylants (Antwerpen, 30 september 1834 - aldaar, 24 november 1876) was een Belgisch redacteur en dramaticus.

## Levensloop
Bruylants studeerde aan de Normaalschool van Lier. 
Vervolgens was hij van 1854 tot 1859 onderwijzer, later werd hij redacteur en vervolgens hoofdredacteur bij De Koophandel. Hij volgde in deze hoedanigheid in 1865 Jos Blockhuys op, een functie die hij uitoefende tot zijn dood. Hij werd als hoofdredacteur van De Koophandel opgevolgd door Paul Billiet.
Hij was de vader van auteur en dramaticus Jan Bruylants jr..

## Werken
- De Nederlanden onder Filips den Tweeden (1856)
- Burgemeester van Stralen, vaderlandsch; i.s.m. Konstantijn Simillion (1858); geschiedkundig drama in zes bedrijven (1858)
- Het erfdeel, of het geweten van eenen advokaat; dramatisch volkstafereel in 5 tijdstippen (1860)
- Fredolien; volksdrama in vijf bedrijven (1865)
- De martelaar der kunst; drama in vijf bedrijven (1865)
- Een man die de kas houdt; blijspel in een bedrijf (1865)
- De nieuwjaarsdoos; blijspel in een bedrijf (1866)
- Mina de zinnelooze; volksdrama in acht taferelen
- Beul en martelaar; geschiedkundig drama in drie bedrijven.
- Strooikentrek; toneelspel in een bedrijf
- De kostgasten; blijspel in een bedrijf
- De vrijers van Betteken; blijspel in een bedrijf
- De laatste stuiver; blijspel in een bedrijf